# Nir Am
Nir Am též Nir'am (hebrejsky נִירְ עָם, doslova „Louka národa“, v oficiálním přepisu do angličtiny Nir Am) je vesnice typu kibuc v Izraeli, v Jižním distriktu, v Oblastní radě Ša'ar ha-Negev.

## Geografie
Leží v nadmořské výšce 114 metrů na pomezí severního okraje pouště Negev a jižního okraje zemědělsky obdělávané pobřežní nížiny (Šefela). Severně od obce leží přírodní rezervace Nir'am a uměle vysázený lesní komplex Ja'ar Nir'am. Na severozápad odtud tečou vádí Nachal Mekorot a Nachal Tajach. Podél východní strany obce směřuje k severu vádí Nachal Nir'am a přímo od vesnice k severu je to vádí Nachal Tal.
Obec se nachází 11 kilometrů od břehu Středozemního moře, cca 64 kilometrů jihojihozápadně od centra Tel Avivu, cca 68 kilometrů jihozápadně od historického jádra Jeruzalému a 2 kilometry západně od města Sderot. Nir Am obývají Židé, přičemž osídlení v tomto regionu je etnicky převážně židovské. 2 kilometry západním směrem ale začíná pásmo Gazy s početnou arabskou (palestinskou) populací.
Nir Am je na dopravní síť napojen pomocí dálnice číslo 34.

## Dějiny
Nir Am byl založen v roce 1943. Zakladateli kibucu byla skupina Židů z východní Evropy napojených na organizaci Gordonia. Zpočátku se vesnice nazývala Nir Chajim (ניר-חיים). Po druhé světové válce bylo jméno změněno s ohledem na tragédii holokaustu. Později populaci posílili Židé z Argentiny, Francie a Maroka. V lednu 1947 začal podnik Mekorot pokládat vodovodní potrubí z Nir Am do nových židovských osad v této oblasti, čímž mělo být umožněno silnější osidlování regionu. V září 1954 se tento vodovod stal terčem útoků arabských ozbrojenců z nedalekého pásma Gazy.
Koncem 40. let měl kibuc rozlohu katastrálního území 2 300 dunamů (2,3 kilometru čtverečního).
Roku 2002 prošel kibuc privatizací a zbavil se prvků kolektivismu ve svém hospodaření. Místní ekonomika je založena na zemědělství a průmyslu. Působí tu podnik Michsaf vyrábějící železářské zboží a zaměstnávající cca 60 lidí. Rozvíjí se turistický ruch. Obec prochází stavební expanzí. V první fázi jde o 42 nových stavebních pozemků. Dalších 96 je plánováno. Ve vesnici funguje zdravotní středisko, společná jídelna, plavecký bazén a knihovna.

## Demografie
Podle údajů z roku 2014 tvořili naprostou většinu obyvatel v Nir Am Židé (včetně statistické kategorie „ostatní“, která zahrnuje nearabské obyvatele židovského původu ale bez formální příslušnosti k židovskému náboženství).
Jde o menší obec vesnického typu s dlouhodobě kolísající populací. K 31. prosinci 2014 zde žilo 475 lidí. Během roku 2014 populace stoupla o 4,9 %.
| Rok            | 1948 | 1961 | 1972 | 1983 | 1995 | 2001 | 2003 | 2004 | 2005 | 2006 | 2007 | 2008 | 2009 | 2010 | 2011 | 2012 | 2013 | 2014 |
| -------------- | ---- | ---- | ---- | ---- | ---- | ---- | ---- | ---- | ---- | ---- | ---- | ---- | ---- | ---- | ---- | ---- | ---- | ---- |
| Počet obyvatel | 189  | 331  | 278  | 379  | 333  | 300  | 299  | 298  | 307  | 288  | 281  | 287  | 432  | 452  | 448  | 446  | 453  | 475  |